# Heteroconis aethiopica
Heteroconis aethiopica is een insect uit de familie van de dwerggaasvliegen (Coniopterygidae), die tot de orde netvleugeligen (Neuroptera) behoort. 
De wetenschappelijke naam Heteroconis aethiopica is voor het eerst geldig gepubliceerd door Monserrat in 1989.